# Ejersa Goro
Ejersa Goro (ge'ez : እጀርሳ ጎሮ) est une ville d'Éthiopie, située dans la zone Misraq Hararghe de la région Oromia. Elle est le centre administratif du woreda de Jarso.
Elle est la ville de naissance de Täfäri Mäkonnen, l’empereur Hailé Sélassié Ier (1892-1975).